# Kaeo Pongprayoon
Kaeo Pongprayoon (thailändska: แก้ว พงษ์ประยูร), född 28 mars 1980 i Kamphaeng Phet, Thailand, är en thailändsk boxare som tog OS-silver i lätt flugviktsboxning 2012 i London. 